# Lóló Warrumua
Lourenço Victor Warrumua znany jako Lóló Warrumua (ur. 20 kwietnia 1990 w Maputo) – mozambicki piłkarz grający na pozycji pomocnika. Od 2021 jest zawodnikiem klubu Ferroviário Nampula.

## Kariera klubowa
Swoją karierę piłkarską Warrumua rozpoczął w klubie CD Matchedje. W sezonie 2014 zadebiutował w jego barwach w drugiej lidze mozambickiej. W sezonie 2015 grał w CD Maxaquene, a w latach 2015-2016 w CD Estrela Vermelha. W 2017 roku był zawodnikiem CD Costa do Sol, z którym wywalczył wicemistrzostwo oraz zdobył Puchar Mozambiku. W 2018 roku występował w Ferroviário Maputo, z którym został wicemistrzem kraju. W latach 2019–2020 był graczem ENH Vilankulo, a w 2021 przeszedł do Ferroviário Nampula.

## Kariera reprezentacyjna
W reprezentacji Mozambiku Warrumua zadebiutował 24 marca 2016 w przegranym 1:3 meczu kwalifikacji do Pucharu Narodów Afryki 2017 z Ghaną, rozegranym w Akrze. Od 2016 do 2018 rozegrał w kadrze narodowej 16 meczów.